# آرمن ظورابوف
آرمن آرامی ظورابوف (ارمنی: Արմեն Արամի Զուրաբով؛  زادهٔ ۲۱ نوامبر ۱۹۲۹ - درگذشته ۱۶ اوت ۲۰۱۶)، نویسنده و فیلمنامه‌نویس اهل ارمنستان بود که بین سال‌های ۱۹۵۹ تا ۱۹۸۷ فعالیت می‌کرد.

## زندگی‌نامه
وی در ۲۱ نوامبر ۱۹۲۹ در تفلیس به دنیا آمد و از انستیتو ادبی ماکسیم گوروکی و دانشگاه فنی گرجستان فارغ‌التحصیل شد.  وی در ۱۶ اوت ۲۰۱۶ در سن ۸۶ سالگی در مسکو درگذشت.

## آثار
- ۱۹۵۹ - فروپاشی[الف]
- ۱۹۶۶ - [ب]، فیلم‌نامه‌نویس (همراه با E.Yeremov), کارگردان، مستند
- ۱۹۶۸ - ترانه‌ی ترانه‌ها[پ]، فیلم‌نامه‌نویس، کارگردان، مستند
- ۱۹۷۶ - تولد[ت]
- ۱۹۸۷ - پنج نامه خداحافظی[ث]

## یادداشت
1. ↑  Collapse
2. ↑  Simado's Trick
3. ↑  Song of Songs
4. ↑  Delivery
5. ↑  Five Letters of Farewell